# Château de Semlow
Le Château de Semlow (en allemand : Schloss Semlow) est un château néoclassique allemand situé à Semlow dans l'arrondissement de Poméranie-Occidentale-Rügen.

## Historique

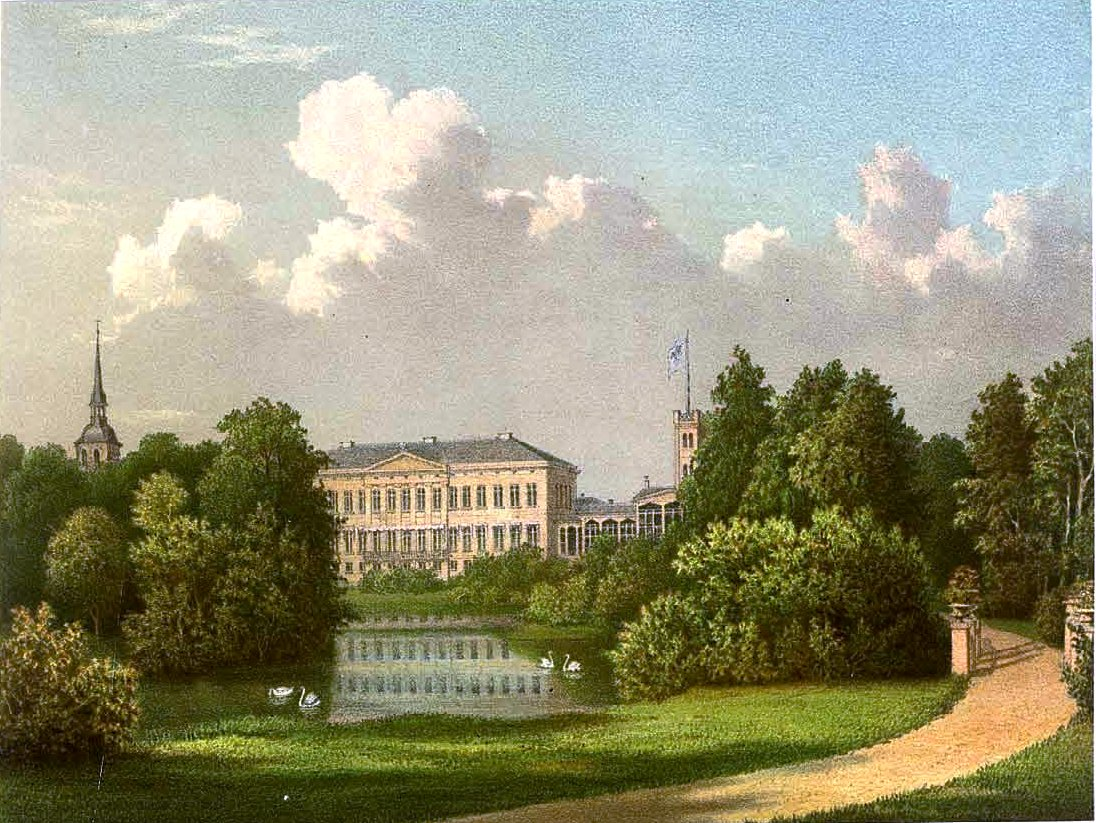
Le château au milieu du XIXe siècle (Alexander Duncker)

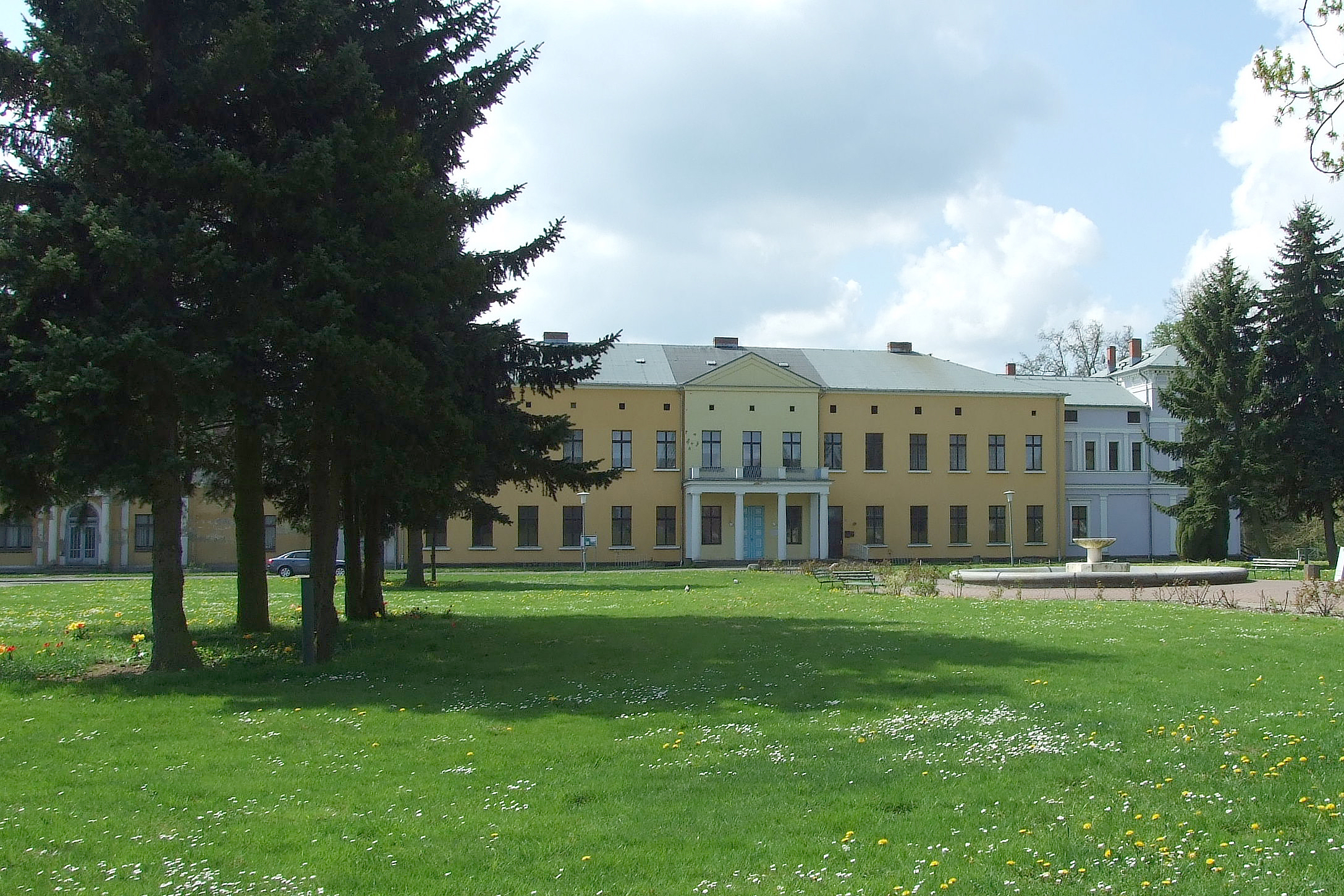
Façade d'honneur du château en 2008

Le château a été édifié en 1825 par Friedrich Wilhelm Buttel (de) (1796-1869) pour le compte de Carl August von Behr-Negendank. Ulrich von Behr-Negendank (1826-1902) y fait ajouter une orangerie en 1850 à l'est et un corps de bâtiment de deux étages à l'ouest comprenant entre autres la bibliothèque et les salles de collections de porcelaine. La famille von Behr-Negendank y demeure jusqu'en 1945, date à laquelle elle est expulsée par l'Armée rouge. Le château est alors mis à sac et détruit en partie. Les collections disparaissent. Le parc est dévasté: l'entrée d'honneur flanquée d'ours et orné des armes de la famille est détruite, le salon de thé du parc en forme de temple antique est démoli, ainsi que la grotte et divers ornements ou fabriques. Le château devient propriété communale et une fois restauré sert d'école, de jardin d'enfants, de cantine communautaire, et de siège de l'administration communale.
On y trouve aujourd'hui la bibliothèque de la commune, un café avec salle de billard, une salle de réception à louer, ainsi que des celliers, qui accueillaient le club local de la jeunesse du temps de la république démocratique allemande, et qui sont aujourd'hui également aménagés pour des réceptions ou pour des funérailles.

## Architecture
Le château se présente du côté du village avec une façade comportant des rangées de quinze fenêtres et un avant-corps au milieu surmonté d'un fronton triangulaire, ouvrant par un portique d'entrée. Il mène au hall qui donne sur l'ancienne salle de bal. Tous les éléments de décoration extérieure ont disparu après la guerre, si bien que le château a perdu de son éclat. La façade arrière donnant sur l'étang est à trois niveaux avec des rangées de dix-sept fenêtres dont cinq forment un petit avant-corps à pilastres dont le fronton a disparu. Un grand escalier donnait autrefois accès au parc. L'aile est consiste en une orangerie surmontée d'une tour rectangulaire. Elle n'a pas encore été restaurée.